# حمد عبد الله الصقر
حمد عبد الله يوسف الصقر ، (1871 - 1930 ) ، تاجر كويتي ورئيس مجلس الشورى الكويتي. 

## السيرة الذاتية
هو والد كل من عبد العزيز الصقر أول رئيس لمجلس الأمة الكويتي وعبد الله حمد الصقر وجاسم حمد الصقر عضو مجلس الأمة ، وجد محمد جاسم الصقر عضو مجلس الأمة.
ترأس مجلس الشورى الكويتي في أبريل من 1921 ، وهو بذلك أول رئيس لسلطة شعبية في الكويت.

## أماكن سميت باسمه
- مركز حمد الصقر الصحي التخصصي